# 寰網系統
寰網系統目前涵蓋範圍是空軍各型防空雷達以及愛國者丶天弓丶鷹式飛彈的防空情資，並未將海軍艦艇的標準二型丶標準一型等艦載防空飛彈納入，海空軍各自有防空系統，防空戰力雖可重疊，但也會有難以發現的疏漏死角出現，因此規劃以空軍的「寰網系統」為主體進行大規模的軟硬體性能提升，以代號「寰展計畫」，將可把海空軍雷達情資即時整合，海空軍的防空飛彈調度運用將更具有彈性，往後若單一系統失效，另一系統可以補上，進而形成更綿密且三軍可互通的雷達網。除了雷達統合外，強化版的「寰網系統」也將具備統一指揮防空飛彈的效能。在107年完成60項系統軟體研改、19次緊急故障搶修、37次故障協修、65項硬體消失性商源分析等等；此外，空軍也為寰網系統完成1000餘人次教育訓練及6000項系統檢測作業。

## 強網
強網系統是中華民國空軍的整合性戰鬥管制與預警系統，在1995年啟用。其組成包括二十一座防空雷達站、十座海基雷達站和4架E-2T預警機。偵測涵蓋範圍包括台灣島及附近空域，可同時處理600餘批目標，引導150多批戰鬥機對目標進行攔截。與強網系統齊名的是中華民國海軍的大成系統，同為防空系統。為進一步增強“強網”的偵察預警能力和反隱身能力，空軍於1994年與加拿大 MDI 公司簽約，由加方在台建衛星地面站，利用法國第二代SPOT衛星、美國“陸地”衛星、加拿大雷達衛星和日本地球資源衛星資料。該地面站已於1994年6月建成並投入使用。這形成了三軍空防系統的統一指揮和控制，可監視跟蹤2萬個空中目標和海上目標，並顯示其中的2000個目標，還可同時指揮引導100架飛機完成攔截。陸基雷達探測高度3萬公尺，最大作戰距離540公里。對戰鬥場的作用距離500公里，在強電子干擾條件下探測距離370公里。自民國83年8月起接替「天網系統」，於101年1月1日與「寰網系統」完成防空任務轉移後，正式解除戰備任務，服役長達18年。